# 三都慎司
三都 慎司（みと しんじ）は、日本の漫画家。
アフタヌーン四季賞2015年夏のコンテスト四季賞を『アレグロ』で受賞し、同作が『月刊アフタヌーン』（講談社）2015年10月号に掲載されてデビュー。その後2017年に同誌で開始した『ダレカノセカイ』で連載デビューした。

## 作品リスト

### 連載
- ダレカノセカイ（『月刊アフタヌーン』2017年12月号[3] - 2018年12月号[4]、全2巻） - 2巻は電子書籍のみ刊行[5]
- アルマ（『週刊ヤングジャンプ』2019年44号[6] - 2020年28号[注釈 1]→『となりのヤングジャンプ』2020年6月25日 - 2020年7月23日[注釈 2]、全4巻） - 4巻のみ電子書籍で刊行[7]
- 新しいきみへ（『ウルトラジャンプ』2021年10月号[8] - 2023年11月号[9]、全6巻）
- ミナミザスーパーエボリューション（『ウルトラジャンプ』2025年4月号[10] - ）

### 読み切り
- アレグロ（『月刊アフタヌーン』2015年10月号）
- ハヤブサ（『月刊アフタヌーン』2016年6月号）
- アルマ（『ヤングジャンプGOLD』vol.4）
- チェンジエンド（『ヤングジャンプバトル2』[11]）